# マイケル・ラード
マイケル・ラード (Mayckel Lahdo , 2002年12月30日 - )は、スウェーデン・ストックホルム県ストックホルム出身のプロサッカー選手。エールディヴィジ・AZアルクマール所属。ポジションは FW。

## クラブ経歴
9歳の時にハンマルビーIFのユースチームに入団。途中ユールゴーデンIFに所属した後に2015年にハンマルビーIFに再加入。2020年にトップチーム昇格が決まり、IKフレイへローン移籍。同年シーズンは4部リーグで21試合5ゴールを記録。2021年1月に正式にハンマルビーと2年間のプロ契約を締結。2021年シーズンはBチームで15試合3ゴールを決めてトップチームに昇格。7試合に出場。2022年シーズンは開幕から先発に定着した。
2022年6月17日、AZアルクマールと2027年までの契約を締結。10月2日のFCフローニンゲン戦で移籍後初ゴールを決めた。